# Zoila Espinoza Minda
Zoila Úrsula Custodia Espinoza Minda, (Ambuquí, 17 de septiembre de 1933-29 de agosto de 2017) conocida en el Valle del Chota y en la provincia de Imbabura como ‘Mamá Zoilita’, y a escala nacional como "La Reina de la Bomba".

## Biografía
Zoila fue hija de un guardia de estanco y de una agricultora. Hasta la edad de 15 años trabajó duro junto a sus hermanos. Y después siguió trabajando por sus hijos en su natal Ambuquí y en Ibarra. Siempre se sintió bendecida y encontraba siempre el lado bueno en las situaciones difíciles tal como le enseñaron sus padres.
Falleció el 29 de agosto de 2017, a los 84 años de edad. Zoila Espinoza se dedicó al activismo y gestión cultural. La causa de su muerte se le atribuye a los problemas del corazón que tuvo que soportar a lo largo de su vida.
De pequeña, realizó sus estudios hasta el cuarto año de educación básica en la escuela del Valle del Chota. Sin embargo, la mayor parte de su vida la pasó en la ciudad. En Quito vivió por 17 años, después vivió en Chalguayacu provincia de Imbabura y finalmente vivió en la ciudad de Ibarra por 39 años. Zoila tuvo una vida dura, sacó adelante a sus hijos, lavando ropa ajena.
A sus 40 años descubrió su pasión por el baile. Esto, se dio debido a que su trabajo de lavandera y empleada doméstica empezó a escasear. Su baile se volvió atractivo en poco tiempo dentro del Valle del Chota. Y después, de pronto su baile también se volvió popular con los citadinos. El baile le encantaba debido a que se sentía feliz y podía, de esa manera, transmitir sentimientos, tradiciones y equidad para las luchas sociales de su pueblo (como el racismo). Llegó a otras latitudes con su baile y puso el nombre del Ecuador en alto con su talento.
Fue reconocida en todo el país por su profesión como bailarina de bomba, era respetada y apreciada por los miembros del pueblo del Valle del Chota e Ibarra por mantener viva la cultura del pueblo. Zoila bailaba por el amor al arte y la cultura; no solía recibir ninguna remuneración económica por bailar. Además, era fanática de la escritura y la poesía; Zoila escribía y recitaba coplas en su tiempo libre cuando no se encontraba bailando.
Contaba Zoila que la Bomba ecuatoriana propiamente no se baila con la botella en la cabeza. Un cuento oral dice que quien inició esta costumbre fue Pastora Chalá, que trabajaba en la hacienda de Abraham Herrera, el cual escribió una canción por la llegada del tren a sus tierras y les pidió a los hermanos Espinoza que le pongan la música. Tras varias horas de trabajo, lo lograron y ahí estaba Pastora, quien muy emocionada dijo patrón de la emoción, voy a bailá con la botella sin tené, y así inició el baile con la botella al son de la nueva canción.

## Reconocimientos
- En marzo de 2006, fue postulada como mujer excepcional por los lectores de la BBC Mundo en español.[5]
- En 2013, el Ministerio de Cultura y Patrimonio del Ecuador la reconoció como Portadora de Saberes Tradicionales y Guardiana de la Memoria.[7]
- El gobierno del Ecuador declaró al 17 de septiembre como el Día Nacional de la Bomba, en su honor.[2]
- En septiembre de 2019, al cumplirse dos años de su partida, se rindió el homenaje “Pensamiento en movimiento” a Mamá Zoila, organizado por el Área de Letras y Estudios Culturales de la Universidad Andina Simón Bolívar. El evento tuvo lugar en el Salón Espejo, con 200 asistentes; y fue descrito como un encuentro lleno de música, palabras, ritmo, colores y sanación.[8]

El Municipio de Ibarra le otorgó un reconocimiento post mortem.